# Verizon Tennis Challenge 1992
Il Verizon Tennis Challenge 1992 è stato un torneo di tennis giocato sulla terra verde. È stata la 7ª edizione del torneo, che fa parte della categoria World Series nell'ambito dell'ATP Tour 1992. Si è giocato ad Atlanta negli Stati Uniti dal 27 aprile al 3 maggio 1992.

## Campioni

### Singolare maschile
Andre Agassi ha battuto in finale  Pete Sampras con il punteggio di 7–5, 6–4

### Doppio maschile
Steve DeVries /  David Macpherson hanno battuto in finale  Dave Randall /  Mark Keil con il punteggio di 6–3, 6–3